# Дејвид Ерс
Дејвид Ерс (енгл. David Ayres; Витби, 12. август 1977) је канадски бивши голман хокеја на леду и тренутни главни тренер Порт Пери ламберџекса који се такмиче у Провинцијској јуниорској хокејашкој лиги у Канади. 
Ерс је познат по томе што је 22. фебруара 2020. као трећи голман (замена замене) наступио за гостујућу екипу Каролина харикенса победивши Торонто мејпл лифсе (франшизу за коју је одржавао лед) 6 : 3. Овим је Ерс постао први голман који је забележио победу наступивши као замена замене. Он је изабран за голмана тако што је у том тренутку био руководилац одржавања леда у Спортском центру Матами у Торонту у којем је била одржана споменута утакмица, те је био једини школовани хокејашки голман у хали који је могао да наступа за гостујућу екипу Харикенса.

## Рани и лични живот
Ерс је родом из Витбија, из Онтарија, а одрастао је играјући омладински хокеј на леду и кампове у граду. Његов покојни отац Боб и његов брат Крис такође су били хокејашки голмани. Године 2004. морао је закратко да прекине бављење хокејом јер му је пресађен бубрег који му је донирала његова мајка Мери.
Ерс је радио као грађевински руководилац у Рикох Колисиум (данас Колосеум „Кока-кола”) у Торонту, који је матична арена за Торонто марлиса (филијале Мејпл лифса). Његове дужности на послу повремено су укључивале одржавање леда, што му је дало надимак „возач Замбонија” како су га прозвали новинари. Када је на тренинзима фалило голмана Мејпл лифсима или Марлисима, Ерс је тада помагао торонтовским франшизама. 

## Хокејашки пут
Ерс је одиграо осам утакмица за Норвуд вајперсе из хокејашке лиге Алан Кап 2014. године. Примио је 58 голова и имао је проценат одбрана од 0,77 и 0,8.  Ерс је послужио као резервни голман за Торонто марлисе и Шарлот чекерсе у Америчкој хокејашкој лиги (АХЛ), главним филијалама Торонто мејпл лифса и Каролина харикенса.

### НХЛ наступ
Дана 22. фебруара, оба голмана Каролина харикенса Џејмс Рејмер и Петр Мражек били су повређени су током утакмице против Мејпл лифса. Ерс је у игру ушао током другог периода као замена замене, након што је, током паузе приликом указивања лекарске помоћи резервном голману, потписао уговор за једну утакмицу у НХЛ-у. Економат му је на брзину дао кацигу и штитнике првог голманаа Торонтове филијале Марлиса. Све на њему је било плаво-бело (боје Торонта) осим дреса Каролине који му је у међувремену направљен. Он је ушао у игру на 8:41 до краја друге трећине у ком је Каролина имала предност 3 : 1 Примио је два гола из прва два шута у оквир гола. После тога је одбранио осам шутева у гол, док је Каролина дала још три гола за резултат 6 : 3, односно 3 : 2 када говоримо о периоду од када је Ерс ушао у игру. Он је тада био прва замена замене голмана још од Скота Фостера из 2018. године. Ерс је такође постао најстарији голман (42 године, 194 дана) који је победио на свом дебију у регуларном делу сезоне у НХЛ-у. У то име Кућа славних хокеја на леду је ставила у витрине његову палицу с те утакмице. Поменути рекорд, старост голмана који је победио на свом дебију, држао је Хју Леман од 1927. године (41 година, 21 дан). 
Ерс је проглашен првом звездом утакмице (играч утакмице) и од Каролине је добио његов дрес с утакмице (који је настао тог дана) као и пак с тог меча. На почетку се мислило да је он потписао Уговор о професионалном испробавању играча по ком би му било плаћено 500 долара за утакмицу. Ерс је после утакмице рекао да његов уговор не гарантује новчану исплату. Он је такође добио нову голманску палицу на коју су му се потписали сви играчи и тренери Каролине харикенса. Тренер Каролине Род Бринд'Амур му је поклонио потписану боцу вина. Његов деби погодио се на четрдесетогодишњицу Чудо на леду, дана када су омладински амерички репрезентативци победили прву поставу црвене машине, сениоре Совјетског Савеза у финалу Зимских олимпијских игара.
Након утакмице, Каролина харикенси су најавили да ће продавати и убудуће дресове с Ерсовим именом и бројем 90, с тим што ће хонорар отићи Ерсу, а део зараде ће бити дониран некој фондацији која се бави бубрежним болестима по Ерсовом избору. 
Ерс је био позван да укључи сирену на почетку утакмице у којој је Каролина била домаћин, три дана пошто је забележио победу за њих. Када је стигао у америчку савезну државу Северну Каролину, гувернер те државе Рој Купер прогласио је Ерса (иначе, Канађанина) почасним грађанином Северне Каролине, а главни град Рали је у његову част прогласио 25. фебруар 2020. године као „Дан Дејвида Ерса“. 
| 2014–15    | Норвуд вајперси    | АЦХ        | 8 | - | - | - | -     | -  | - | - | 8.88 | .777 |
| 2019–20    | Каролина харикенси | НХЛ        | 1 | 1 | 0 | 0 | 28:41 | 10 | 2 | 0 | 4.18 | .800 |
| НХЛ укупно | НХЛ укупно         | НХЛ укупно | 1 | 1 | 0 | 0 | 28:41 | 10 | 2 | 0 | 4.18 | .800 |

## Извори и напомене
1. ↑  Venn, David (23. 2. 2020). „What they're saying about him: Hurricanes' emergency back-up goalie David Ayres becomes a sports sensation overnight”. Toronto Star. Приступљено 27. 2. 2020.
2. 1 2  Ketko, Thomas (22. 2. 2020). „Player of Interest: Who is Hurricanes emergency goalie David Ayres?”. Sportsnet.ca. Приступљено 22. 2. 2020.
3. 1 2 3  Kaplan, Emily (22. 2. 2020). „Zamboni driver, 42, stars as emergency goalie for Hurricanes”. ESPN. Приступљено 22. 2. 2020.
4. ↑  Компанија „Замбони” производе машине које одржавају лед.
5. 1 2  Gay, Jason (24. 2. 2020). „He went to a hockey game expecting dinner. He wound up getting the win.”. The Wall Street Journal (на језику: енглески). ISSN 0099-9660. Приступљено 24. 2. 2020.
6. 1 2  Jarden, Sam (22. 2. 2020). „Who is David Ayres? Everything you need to know about the EBUG that helped beat the Maple Leafs”. Sporting News.
7. ↑  „Carolina Hurricanes - Toronto Maple Leafs - February 22nd, 2020”. National Hockey League.
8. ↑  Clipperton, Joshua (22. 2. 2020). „Emergency backup goalie David Ayres steals show in Canes' win over Leafs”. CBC Sports.
9. ↑  „Ayres on unlikely NHL debut : 'Absolutely I was nervous!'”. The Sports Network. 22. 2. 2020.
10. ↑  Werner, Barry (22. 2. 2020). „Miracle on Ice in Toronto as Hurricanes win with 42-year-old Zamboni driver as emergency goaltender”. Touchdown Wire. USA Today. Приступљено 23. 2. 2020.
11. ↑  „Dave will be getting royalties, but we are also working with him to identify a kidney foundation that will receive a portion of the proceeds” (твит). 22. 2. 2020. Приступљено 23. 2. 2020 — преко -а. Недостаје или је непопуњен параметар |user= (помоћ); Недостаје или је непопуњен параметар |number= (помоћ)
12. ↑  Porter, Ford (25. 2. 2020). „Governor Roy Cooper Proclaims Emergency Goalie David Ayres as an Honorary North Carolinian” (Саопштење). North Carolina Office of the Governor. Приступљено 26. 2. 2020.